# Верже, Бетти
Бетти Верже (фр. Betty Vergès; род. 1956)  —  французская актриса и фотомодель.

## Биография
Бетти Верже  родилась в 1956 году во Франции. Она была дочерью телохранителя и провела детство в Провансе. Сначала она изучала историю искусства и романоведение в Женевском университете, дабы стать преподавателем, но позднее бросила учёбу ради карьеры модели. С 18 лет она позировала для модных  и мужских журналов.
Бетти и Оливия Паскаль украсили собой апрельский номер 1977 года журнала Continental Film Review . В 8-м номере от  1978 года она была представлена на обложке культового  журнала Playboy.
С 1976 по 1979 год она работала в четырёх эротических фильмах продюсерской компании Lisa-Film GmbH. Наибольшую известность ей принесла  роль обольстительной Патриции в комедии Зиги Гётца (Ротемунда) «Греческая смоковница». Бетти раскованно, игриво воплотила образ девушки без комплексов на фоне роскошных песчаных греческих пляжей.

## Фильмография
- Греческая смоковница (1976) — Патриция
- Сильвия в плену сладострастия (1977) — Илона
- Лихорадка летней ночи (1978) — Инес
- Граф Дракула в Верхней Баварии (1979) — Графиня Оливия